# Sohlener Mühle

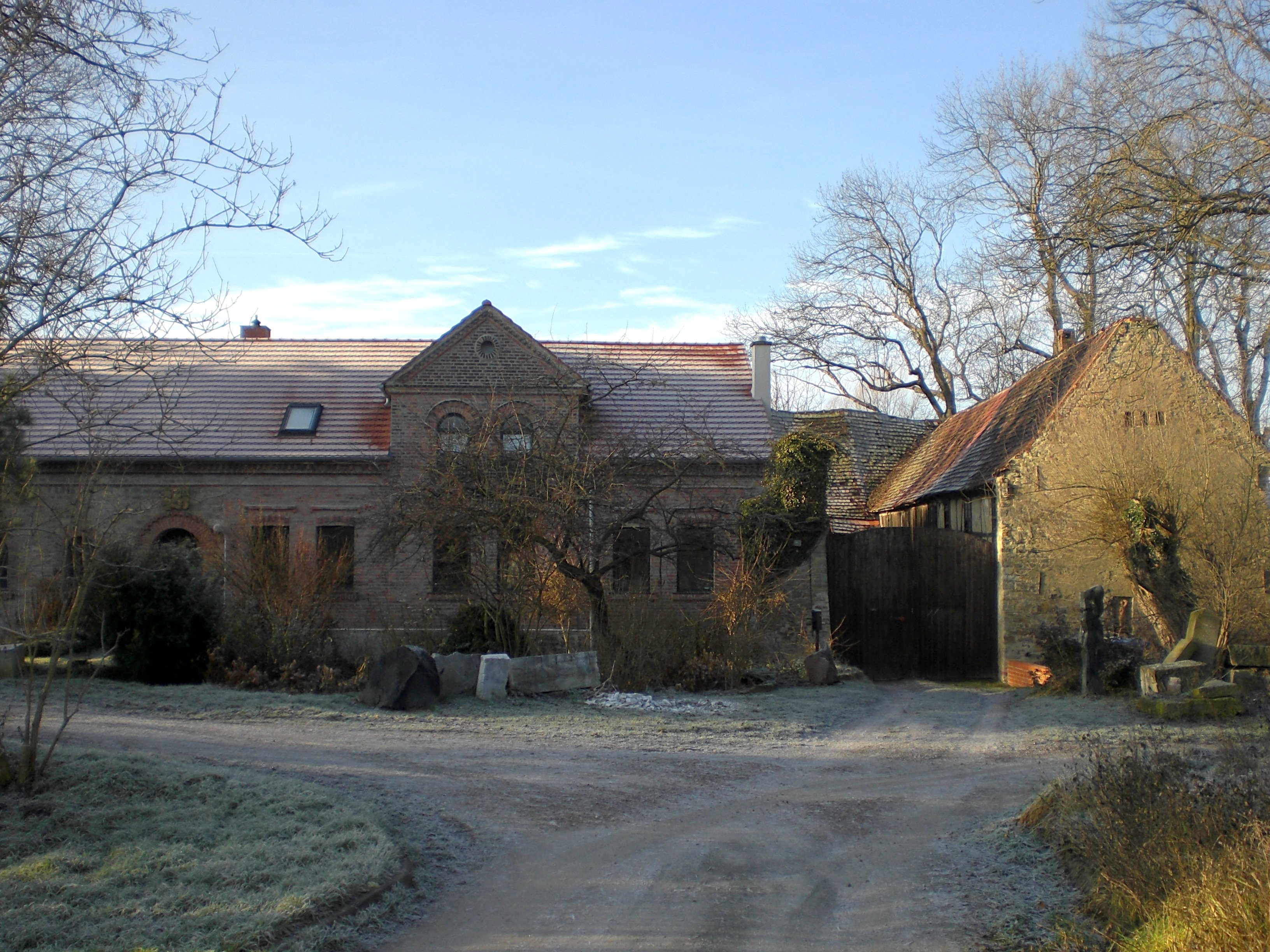
Sohlener Mühle

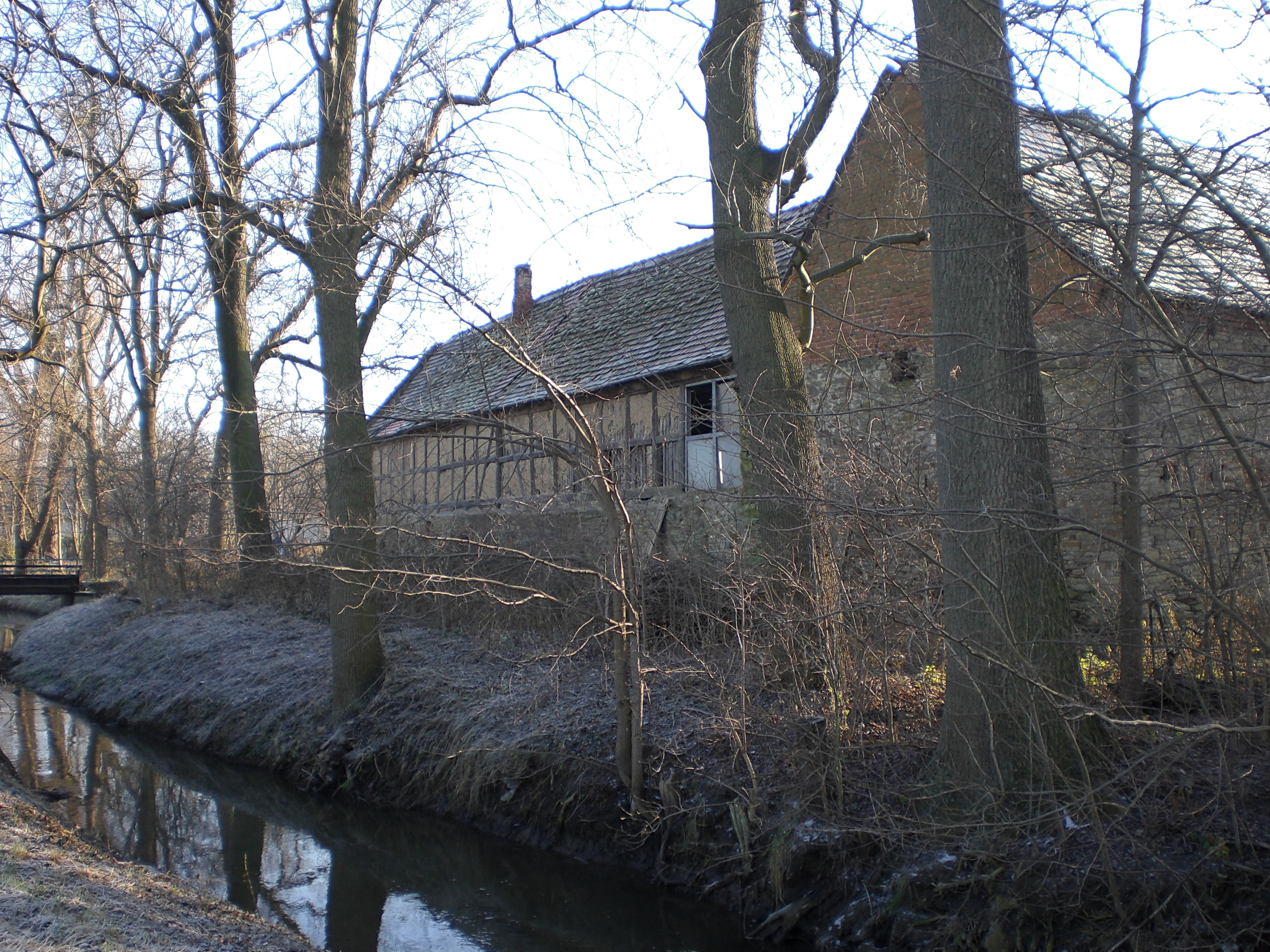
Sohlener Mühle, im Vordergrund die Sülze

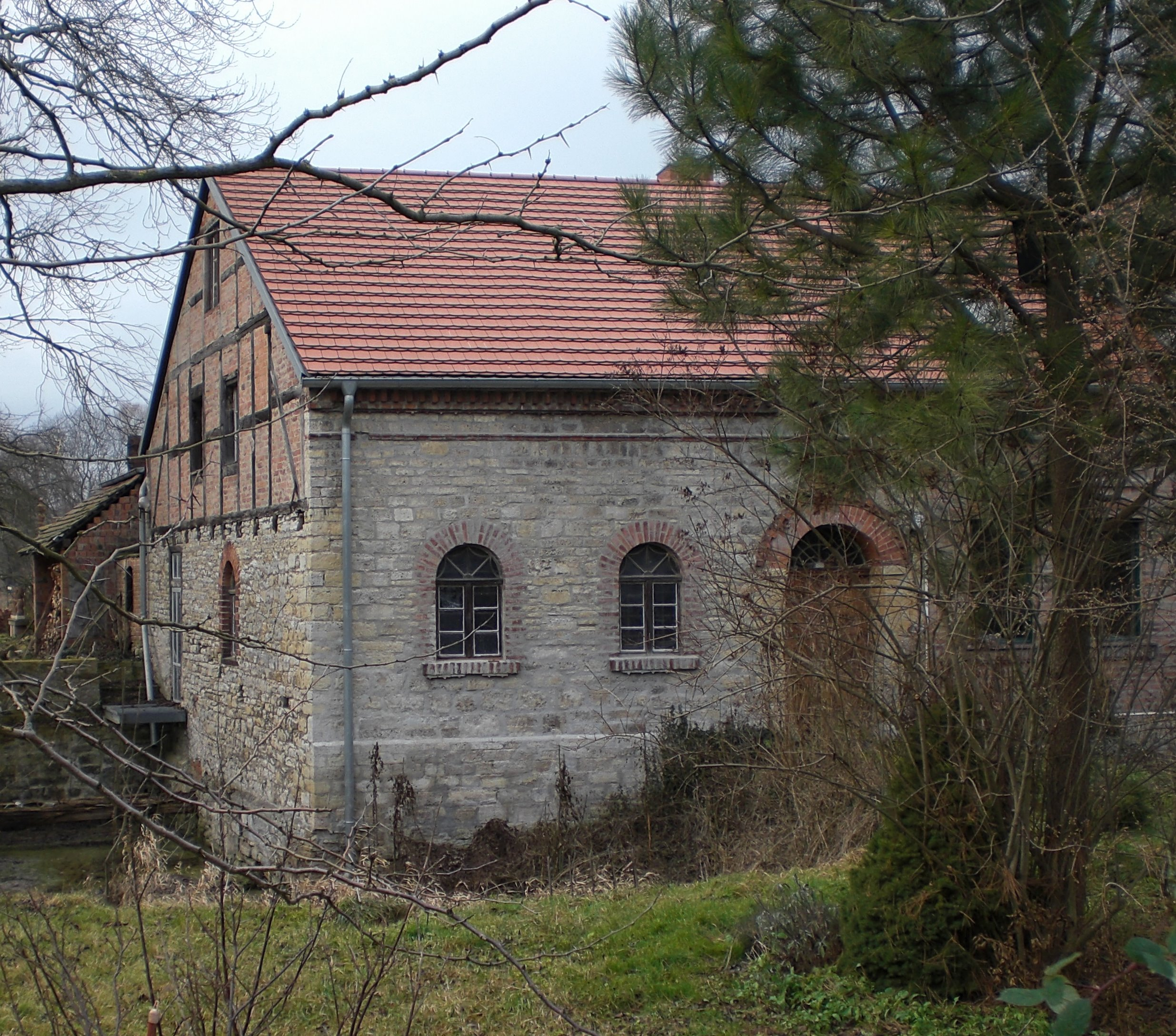

Die Sohlener Mühle war eine oberschlächtige Wassermühle im heute zu Magdeburg gehörenden Ortsteil Sohlen des Dorfes Beyendorf-Sohlen. Das an der Sülze gelegene vierseitige Mühlengehöft steht unter Denkmalschutz, ist jedoch nicht mehr als Mühle in Nutzung.

## Lage und Architektur
Die heutigen Gebäude des Mühlenhofs (Dodendorfer Weg 11), die zum Teil als Fachwerk, Ziegel und Bruchstein gebaut worden, gehen auf den Zeitraum ab 1785 zurück und ist als Vierseitenhof angelegt. Die Mühle liegt am westlichen Ende der Ortslage im sogenannten Froschgrund an einem als Feldweg entlang der Sülze nach Dodendorf verlaufenden Weges. Nur wenige hundert Meter westlich der Mühle kreuzt die Bundesautobahn 14 die Sülze.
Bemerkenswert sind einige Rundbogenfenster sowie die Eingangstür, beides zur Jahrhundertwende zum 21. Jahrhundert erneuert. Die Mühlentechnik der ursprünglich oberschlächtig betriebenen Mühle ist nur in geringen Teilen erhalten.

## Geschichte
Bereits für das Jahr 1370 wird an einem slawischen Wohnplatz Kriwen eine Wassermühle als verlassen erwähnt. Es wird davon ausgegangen, dass es sich hierbei bereits um den heutigen Standort handelte. Um 1380 wird die Mühle in Kryve, später Solenbeyndorp, als erzbischöfliches Lehen genannt. Die Pacht betrug zwei Wispel Korn im Jahr, was etwa einer Tonne Getreide entsprochen haben dürfte. Urkundlich sind die Namen diverser Pächter überliefert. In den Jahren 1368/82 wird Ebeling von Borne in Magdeburg genannt. 1380 wird Ritter Fritz zu Welsleben mit Werner Pistorius und Nicolaus Aben geführt. 1428 hatte Otto Schriber von Schmalkalden, 1446 Bosse Homburg und 1491 Caspar Homburg zu Brumby das Lehen inne.
1785 erneuerte der Müller Johann Heinrich Schade die Mühlenstube und errichtete die zum Teil noch heute stehenden Gebäude. Parallel zur Müllertätigkeit wurde auch Landwirtschaft betrieben.
Am 8. November 1813 befand sich eine Kompanie des 2. Bataillons des 1. provisorischen Kroatenregiments in der Mühle. Die Einheit gehörte zu französischen Truppen unter dem Kommando von General Pierre Lanusse, die Sohlen und Dodendorf vor heranrückenden russischen, mit Preußen verbündeten Truppen verteidigen sollten. Die angreifenden russischen Truppen unter General Doktorof erzwangen jedoch die baldige Räumung der Sohlener Mühle.
1882 wurde die Mühle von W. Bothe betrieben. Letzter Müller war Albert Borchert der 1926 den Betrieb einstellte. Bis 1939/40 war das Wasserrad noch funktionstüchtig.